# 바벨 (언어 학습)
Babbel GmbH는 바벨(Babbel)이라는 명칭으로 운영되고 있으며 2008년 1월부터 다양한 언어로 제공되는 독일의 구독 기반 언어 학습 소프트웨어 및 e러닝 플랫폼이다.
웹, 안드로이드, iOS에서 사용 가능하다.

## 언어 과정
인터페이스 및 지시문의 언어로 설정할 수 있는 언어는 다음의 9개이다.
- 영어 (미국식 영어, 영국식 영어)
- 프랑스어
- 독일어
- 이탈리아어
- 폴란드어
- 포르투갈어 (브라질 포르투갈어)
- 스페인어 (스페인식 스페인어)
- 스웨덴어
- 우크라이나어

바벨에서 배울 수 있는 언어는 다음의 14개이다.
- 이탈리아어
- 프랑스어
- 스페인어(라틴 아메리카 스페인어, 스페인 스페인어)
- 포르투갈어(브라질 포르투갈어)
- 영어
- 독일어
- 네덜란드어
- 덴마크어
- 스웨덴어
- 노르웨이어
- 러시아어
- 폴란드어
- 터키어
- 인도네시아어

영어로 학습할 경우, 이탈리아어는 유럽 언어 공통 기준 B2 과정까지 제공한다. 프랑스어 B2, 독일어 B2, 스페인식 스페인어 C1, 라틴 아메리카식 스페인어 A2까지 제공한다. 스페인식 스페인어 과정에는 멕시코식 스페인어 5 유닛(각 유닛 당 6~10 레슨)이 포함되어있다.
영어 과정 기준, 러시아어 A2, 포르투갈어 B1, 노르웨이어 A2, 폴란드어 A2, 네덜란드어 B1, 스웨덴어 B1, 터키어 A2, 덴마크어 A2, 인도네시아어 A2까지 제공한다.
이탈리아어, 프랑스어, 독일어, 스페인어, 포르투갈어, 폴란드어, 스웨덴어로 학습할 경우, 영어는 유럽 언어 공통 기준 C1까지 제공한다. B2 과정까지는 질문이나 설명 등에 이탈리아어가 많이 나오나, C1 과정부터는 거의 모든 내용이 영어로 되어있다. 즉 이탈리아어를 할 줄 몰라도 인터페이스가 이탈리아어라는 점만 넘어간다면 영어로 영어를 배우는 과정이나 마찬가지가 된다.
우크라이나어로 영어를 학습할 경우, B1까지 있다.
인터페이스를 미국식 영어로 하든, 영국식 영어로 하든, 수업 내용에 차이는 없다. 하지만 둘의 진도는 따로 나간다. 예를 들어, 영국 영어로 이탈리아어 과정 B1를 하는 중이어도, 미국 영어로는 이탈리아어 과정 B2를 할 수도 있다.

### 바벨 언어 및 문자 분류
바벨 언어 분류(문자가 별도로 표기되지 않은 경우, 로마 문자 사용.)
- 인도유럽어족

- 이탈리아어파

- 로망스어군(라틴어): 스페인어, 프랑스어, 이탈리아어, 포르투갈어

- 게르만어파

- 서게르만어군: 독일어, 영어, 네덜란드어
- 북게르만어군

- 서 스칸디나비아어: 노르웨이어
- 동 스칸디나비아어: 스웨덴어, 덴마크어

- 슬라브어파

- 동슬라브어군: 러시아어(키릴 문자), 우크라이나어(키릴 문자)
- 서슬라브어군: 폴란드어

- 튀르크어족: 터키어
- 오스트로아시아어족: 인도네시아어

유럽의 3대 어파는 이탈리아어파(라틴어의 후계인 로망스어군 외 사멸), 게르만어파, 슬라브어파가 있다.
같은 계통의 언어는 단어나 문법이 비슷한 것을 알 수 있다. '같은 어파' 안의 '다른 어군'의 언어는 바로 이해가 어려울 수도 있는데, 같은 어군의 언어는 대충 답을 찍어도 맞을 정도이다.
예를 들어, 네덜란드어는 영어에 독일어를 섞은 느낌이라 영어만 알아도 반은 이해 가능하고, 독일어도 알면 더 많이 이해 가능하다.
영어: The boy eats an apple.
네덜란드어: De jongen eet een appel.
독일어: Der Junge isst einen Apfel.

바벨 문자 분류
- 페니키아 문자

- 그리스 문자(μαμά)

- 로마 문자(mom; 영어)
- 키릴 문자(мама; 러시아어)

인도유럽어족 언어들은 로마 문자를 알면 그리스 문자까지는 대충 읽을 수는 있으나, 키릴 문자(그리스 문자의 후손)는 읽기 어렵다. 심지어 아랍 문자도 로마 문자처럼 페니키아 문자의 후손이다. 대충 로마 문자와 계통상 한 단계 위아래 문자는 가까운 친척이라 읽기 쉽지만, 두 단계 이상 먼 친척 문자는 읽기 어렵다고 생각하면 된다.
영어: The giant has a carrot.
그리스어: Ο γίγαντας έχει ένα καρότο.
(O gígantas échei éna karóto.)
러시아어: У великана есть морковка.
(U velikana yest' morkovka.)

## 같이 보기
- 언어 자율 학습 프로그램 목록
- 듀오링고
- 로제타 스톤
- 바벨